# Saint-Brès, Gard
Saint-Brès este o comună în departamentul Gard din sudul Franței. În 2009 avea o populație de 646 de locuitori.

## Evoluția populației
| An        | 1975 | 1982 | 1990 | 1999 | 2006 | 2009 |
| --------- | ---- | ---- | ---- | ---- | ---- | ---- |
| Populație | 504  | 524  | 612  | 533  | 617  | 646  |